# Diadenozyno tetrafosforan
Ap4A, diadenozyno 5',5"-P1,P4-tetrafosforan – nietypowy nukleotyd, który jest jednym z regulatorów cyklu komórkowego. Gdy jego stężenie w fazie G1 przekroczy stężenie 1 μmol/l, komórka wchodzi w fazę S i zwiększa się aktywność enzymów odpowiedzialnych za przygotowanie syntezy DNA.